# José Luis Munuera Montero
José Luis Munuera Montero (Jaén, 19 maggio 1983) è un arbitro di calcio spagnolo.

## Carriera
Ha iniziato ad arbitrare nella Segunda División B nel 2010, nella Segunda División nel 2013 e nella Liga nel 2016. Ha esordito nel massimo campionato spagnolo il 22 agosto 2016, dirigendo l'incontro Celta Vigo-Leganés. Nel 2018 è stato inserito nelle liste della UEFA, e l'anno seguente in quelle della FIFA. Ha arbitrato la sua prima partita in una competizione UEFA il 1º agosto 2019, un incontro tra il club rumeno Viitorul Constanța e il club belga Gent, nel secondo turno preliminare di UEFA Europa League 2019-2020.
Nell'ambito di un programma di scambio di arbitri tra UEFA e CONMEBOL è stato selezionato il 21 aprile 2021 come VAR per la Copa América 2021, in Brasile. È stata la prima volta che una squadra arbitrale europea è stata selezionata per la Copa América.

## Vita privata
Di professione è ristoratore e possiede diversi ristoranti a Cordova.